# Elisedal
Elisedal är ett industriområde i stadsdelen Husie, Malmö. Området är beläget norr om Ystadvägen, mellan Jägersro och Yttre ringvägen, kring Elisedalsgården. Gatorna i området har genomgående hästrelaterade namn, till exempel Galoppgatan och Ridspögatan. 
Verksamheten i området är delvis fordonsrelaterad, exempelvis en stor bilskrot/bildemontering. Övrig verksamhet är allsidig med bland annat: handel med elektronikkomponenter, tillverkning av temperaturmätlinor för spannmålslager, handel med fotoceller och sensorik, vilthandel, tryckerier, digitalt tryckeri, bageri, charkuteri, legotillverkning av elektronik och tillverkning av plast- och gummidetaljer. 
Den norra delen består av träningsanläggningar knutna till Jägersro travbana.
Genom Elisedal rinner Risebergabäcken.